# 組合等登記令
組合等登記令（くみあいとうとうきれい、昭和三十九年政令第二十九号）は、弁護士法人、医療法人、学校法人などの法人登記の手続きに関する政令である。

## 構成
出典:
本則
第一条（適用範囲）
第二条（設立の登記）
第三条（変更の登記）
第四条（他の登記所の管轄区域内への主たる事務所の移転の登記）
第五条（職務執行停止の仮処分等の登記）
第六条（代理人の登記）
第七条（解散の登記）
第七条の二（継続の登記）
第八条（合併等の登記）
第八条の二（分割の登記）
第九条（移行等の登記）
第十条（清算結了の登記）
第十一条（従たる事務所の所在地における登記）
第十二条（他の登記所の管轄区域内への従たる事務所の移転の登記）
第十三条（従たる事務所における変更の登記等）
第十四条（登記の嘱託）
第十五条（登記簿）
第十六条（設立の登記の申請）
第十七条（変更の登記の申請）
第十八条（代理人の登記の申請）
第十九条（解散の登記の申請）
第十九条の二（継続の登記の申請）
第二十条（合併による変更の登記の申請）
第二十一条（合併による設立の登記の申請）
第二十一条の二（分割による変更の登記の申請）
第二十一条の三（分割による設立の登記の申請）
第二十二条（移行等の登記の申請）
第二十三条（清算結了の登記の申請）
第二十四条（登記の期間の計算）
第二十五条（商業登記法の準用）
第二十六条（特則）
附　則　＜省略＞
別表　＜省略＞